# 岸裡社張家
岸裡社張家崛起於台中岸裡社、葫蘆墩一帶，為「番仔駙馬」張達京（廣東省潮州府大埔縣客家人）的後裔。

## 家族
據說身材魁梧的張達京從小習武且非常聰明，懂得草藥醫術。二十二歲左右渡海來台灣發展，後遇到岸裡社發生瘟疫，他開藥為人治病，故平埔族人十分敬重他，岸裡社頭目阿穆還把女兒嫁給他，而其他各社頭目亦以其女兒嫁之，共得六巴宰族女為妻。清雍正年間，他著手興鑿葫蘆墩圳，並且組成「六館業戶」，招佃墾荒，為大台中地區的農業奠定基礎。除了開發土地外，他也參與平亂，累功至守府銜，皇帝賜七品京官，並頒御衣；而其所開墾之地，因灌溉不缺，稻作收穫豐盛，使他成為地方巨富。後代人才輩出，其中曾任台中市議長、台中市長、立法委員與國策顧問的張啟仲是他的後裔。目前張氏家族企業橫跨客運、金融、房地產業，對台中市的政經仍深具影響力。

## 家族古蹟
- 臺中市豐原區萬選居（張家祖厝）[4]

## 相關人物
- 張達京[3]
- 張啟仲